# Oliver Parker
Pour les articles homonymes, voir Parker.
Oliver Parker est un réalisateur britannique, né le 6 septembre 1960 à Londres.

## Filmographie

### Réalisateur
- 1995 : Othello
- 1999 : Un mari idéal (An Ideal Husband)
- 2002 : L'Importance d'être Constant (The Importance of Being Earnest)
- 2003 : The Private Life of Samuel Pepys (en) (téléfilm)
- 2006 : Fade to Black
- 2007 : I Really Hate My Job (en)
- 2007 : St Trinian's : Pensionnat pour jeunes filles rebelles
- 2009 : Le Portrait de Dorian Gray
- 2009 : St. Trinian's 2
- 2011 : Johnny English, le retour (Johnny English Reborn)
- 2016 : La British Compagnie (Dad's Army)
- 2018 : Regarde les hommes nager (Swimming with Men)
- 2023 : The Great Escaper (en)

### Acteur
- 1991 : Hercule Poirot (série télévisée, saison 3, épisode 2 : Un million de dollars de bons volatilisés) : Philip Ridgeway